# آيدا
آيدا هي روبوت تعمل بالذكاء الاصطناعي يمكنها الرسم وإبداع لوحات فنية والنحت. اكتمل تطويرها في عام 2019، ويصفها مبتكرها بأنها «أول فنانة روبوت في العالم بهيئة بشرية فائقة الواقعية». وقد سُمّيت بهذا الاسم تيمنًا بعالمة الرياضيات آدا لوفلايس. حظيت الروبوت باهتمام عالمي عندما تمكنت من رسم الأشخاص باستخدام قلم رصاص، مستعينةً بيدها البيونيكية والكاميرات المدمجة داخل عينيها.